# Collonges-la-Rouge
Collonges-la-Rouge (Colonjas em Occitano) é uma comuna francesa  limusinense (de Limousin) na região administrativa da Nova Aquitânia, no departamento de Corrèze. Estende-se por uma área de 14,31 km².   Em 2010 a comuna tinha 502 habitantes (densidade: 35,1 hab./km²). A valorização do seu património beneficia  o município que faz com que tenham 420 ha de monumento histórico classificado e 189 ha incluídos no Inventário Suplementar de Monumentos Históricos.
Pertence à rede de As mais belas aldeias de França.

## Geografia

### Localização
A localidade está situada a 19 km ao sudeste de Brive, na orla dos planaltos limusinos a Norte  (a uma altitude de cerca de 500 m), num planalto de calcário 500 metros mais baixo, em frente do Quercy a uma distância de 4 km a sul. Está localizada no Causse Corrézien, no extremo setentrional do Causse de Martel.

### Geologia
A povoação está construída em grés vermelho do Puy de Valège, que culmina a 450 m da aldeia. Está instalada na primeira camada de calcário de Quercy e Perigord depositada pelo mar do Jurássico .
No Triássico a região situava-se na latitude do Sahara actual, o que originou oxidação de minerais ferrosos do grés na forma de hematite, devido ao clima tropical quente e seco  e do teor de óxido de ferro nesta rocha  (2,2% para o de Collonges, donde os tons de grená e borra de vinho enquanto o dos Vosges é cor de rosa e o de Brive é branco e com tonalidades de amarelo e borras de vinho)..
Um circuito para passeio de dupla utilização (automóvel e pedestre) foi criado em 2010 para valorização turística e educacional da composição geológica local. Inclui cinco estações com painéis de texto interpretativo ilustrados (penhasco Sinemuriano com  calcário elevado a mais 50 metros num lugar chamado a garganta da Croix du Buis, dobra sinclinal “em joelho" na estação 5). Este património geológico também é valorizado no centro da localidade de Noailhac numa sala de exposição sobre a geologia, o '’Espaço de Descoberta da Failha de Meyssac e da Pedra"  inaugurado em 30 de maio 2015.

### Situação
A falha geológica originou uma clara dissociação entre as paisagens, com variações em termos de vegetação, práticas agrícolas e morfologia. Os solos de grés (grés e argila vermelha) do planalto cristalino a norte são ocupados por matas de castanheiros ou matas mistas (carvalhos-castanheiros), 
charnecas (urzes, samambaias de águia, giestas e tojo), os seus lados com pomares ou vinhedos: as charnecas de solo ácido foram divididas, cercadas de paredes de pedra seca e lavrados para dar terras cultivadas.
Este panorama verdejante contrasta com o sul, onde solos calcários suficientemente profundos têm no topo do planalto bosques de carvalhos .
O local da freguesia é assim dominado a norte pelas colinas de Puy Valège (404 m de altitude). Para o oeste, o horizonte  fecha-se na colina de Puy de Vésy (planalto de calcário com grés a 298 m de altura). Abaixo ao sul, dois morros arredondados em ambos os lados da aldeia de Treuil cercam o local. A leste, o território protegido termina no vale Meyssac  caracterizado por uma longa saliência de calcário orientada norte-sul (175 m de altitude).

## História
Os monges da Abadia de Charroux fundaram um priorado no século VIII que atraiu uma população de camponeses, artesãos e comerciantes que viviam e prosperavam em torno de suas muralhas fortificadas. O acolhimento de peregrinos para Compostela através Rocamadour foi uma fonte duradoura de lucro. Em 1308, o visconde de Turenne concedeu à aldeia o direito à alta, média e baixa jurisdição, permitindo-lhe governar o nascimento de linhagens de promotores, advogados e notários. O recinto depressa se tornou pequeno demais para conter toda a população e os arrabaldes foram criados. Após as guerras religiosas francesas, a reconstrução da fortuna da nobreza coincidiu com a ascensão do poder do visconde.
Depois da venda do viscondado à Coroa de França em 1738 – que acabou com os privilégios fiscais – e depois da Revolução Francesa, que causou a destruição dos edifícios do priorado, a povoação retomou uma prosperidade de curta duração no início do século XIX, mas mais tarde a sua população diminuiu lentamente e a localidade ficou uma espécie de pedreira.
No início do século XX, alguns aldeões criaram a associação Les Amis de Collonges (Os Amigos de Collonges) e obtiveram a classificação de toda a aldeia como monumento histórico em 1942.